# Martin Solveig

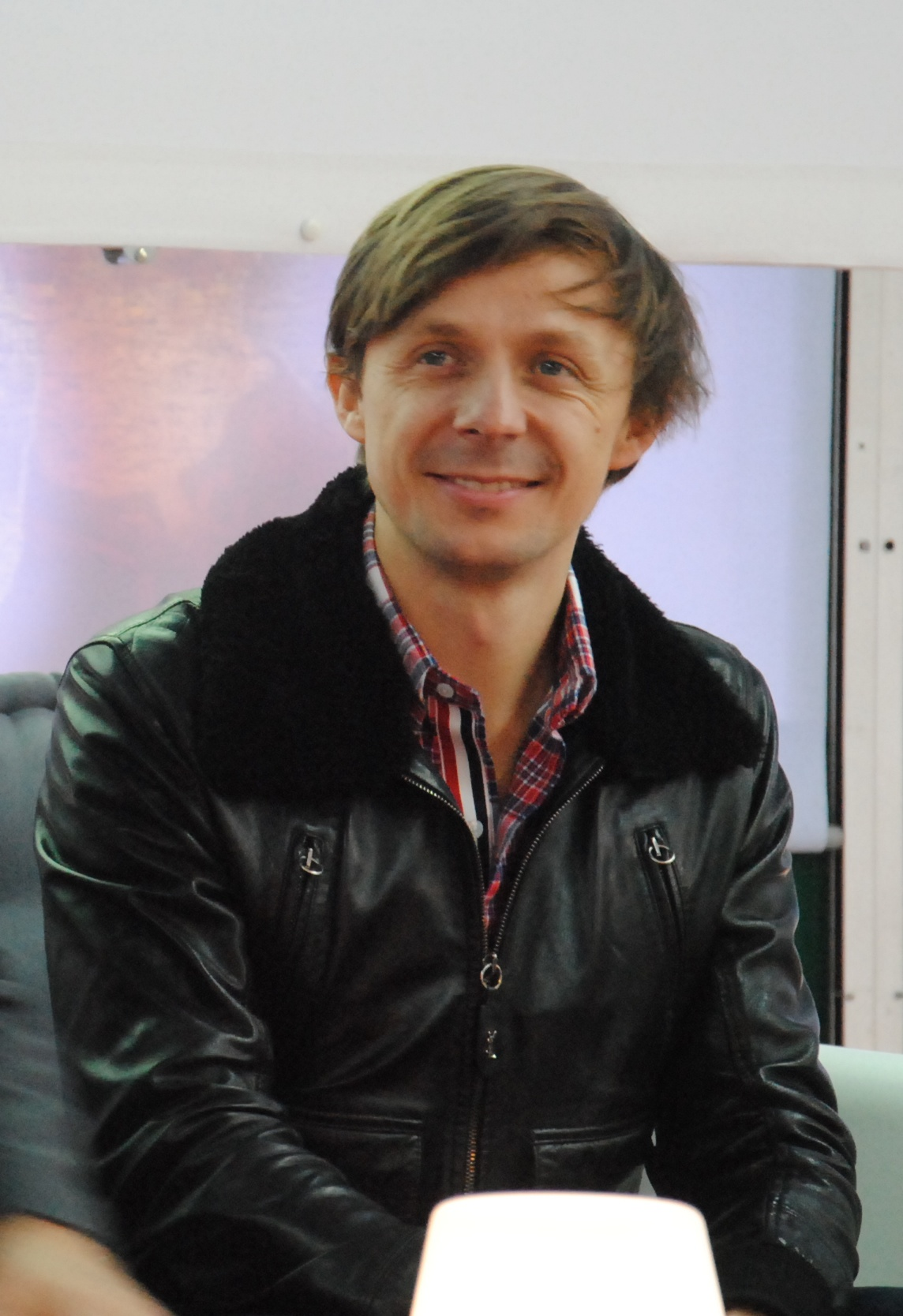
Martin Solveig (2012)

Martin Solveig (* 22. September 1976 in Paris; eigentlich Martin Laurent Picandet) ist ein französischer House-DJ und Produzent, der 2004 mit der Single Rocking Music, 2010 mit Hello und 2015 mit Intoxicated Hits landen konnte. In einigen seiner Lieder übernimmt er auch den Gesangspart.

## Biografie
Als Kind sang Martin Solveig in einem Kirchenchor und beschäftigte sich mit klassischer Musik. Mit 13 Jahren bekam er seine ersten Turntables und legte für Freunde auf. Als er 18 Jahre alt war, arbeitete der Franzose in einem Plattenladen und interessierte sich für elektronische Musik. Kurze Zeit später wurde er DJ in einigen renommierten Clubs in Paris. 2001 arbeitete Solveig mit Bob Sinclar an dessen Mix-Album Africanism und steuerte den Titel Edony bei. Nach seinem College-Abschluss erschien 2003 die erste eigene CD Suite. Darauf befand sich auch ein Remix von Madan, einem Song des malischen Sängers Salif Keïta, der Solveigs erster Charthit werden sollte.
Bis heute platzierten sich fünf Alben des französischen Musikers in den heimatlichen Charts, aber auch diverse Singles, darunter Everybody (2005) und Rejection (2007), erreichten europäische Hitparadenränge. Das Ende 2010 veröffentlichte Hello (mit Dragonette) stieg in die deutschen, österreichischen, Schweizer, britischen, US-amerikanischen und französischen Singlecharts ein. Im Musikvideo vom Lied Hello von ihm und Dragonette im Jahr 2010 spielt er eine Partie Tennis gegen Bob Sinclar.
Nach seinem Erfolg in Europa produzierte Martin Solveig Ende 2011 Madonnas Single Give Me All Your Luvin’, welche am 3. Februar 2012 erschien und sofort weltweit Spitzenplätze belegte. Die 2013 erschienene Single Hey Now, welche zusammen mit The Cataracs aufgenommen wurde, erreichte erneut die Top-10 in Deutschland. Die 2015 veröffentlichte Single Intoxicated wurde vom Bundesverband Musikindustrie mit einer Platin-Schallplatte ausgezeichnet.
Solveig sorgte 2018 als Moderator des Ballon d’Or für negative Schlagzeilen. Anstatt mit Ada Hegerberg, der ersten Gewinnerin dieser Trophäe, über Fußball zu reden, wollte Solveig lediglich wissen, ob sie „twerken“ könne, was weitreichend als Sexismus aufgefasst wurde. Für den Vorfall hat er sich im Anschluss entschuldigt.

## Diskografie
Studioalben

| Jahr | Titel        | Höchstplatzierung, Gesamtwochen, AuszeichnungChartplatzierungen (Jahr, Titel, Platzierungen, Wochen, Auszeichnungen, Anmerkungen) | Höchstplatzierung, Gesamtwochen, AuszeichnungChartplatzierungen (Jahr, Titel, Platzierungen, Wochen, Auszeichnungen, Anmerkungen) | Höchstplatzierung, Gesamtwochen, AuszeichnungChartplatzierungen (Jahr, Titel, Platzierungen, Wochen, Auszeichnungen, Anmerkungen) | Höchstplatzierung, Gesamtwochen, AuszeichnungChartplatzierungen (Jahr, Titel, Platzierungen, Wochen, Auszeichnungen, Anmerkungen) | Höchstplatzierung, Gesamtwochen, AuszeichnungChartplatzierungen (Jahr, Titel, Platzierungen, Wochen, Auszeichnungen, Anmerkungen) | Höchstplatzierung, Gesamtwochen, AuszeichnungChartplatzierungen (Jahr, Titel, Platzierungen, Wochen, Auszeichnungen, Anmerkungen) | Anmerkungen                            |
| Jahr | Titel        | DE | AT | CH | UK | US | FR | Anmerkungen                            |
| ---- | ------------ | --- | --- | --- | --- | --- | --- | -------------------------------------- |
| 2002 | Sur la Terre | — | — | — | — | — | — | Erstveröffentlichung: 17. Juni 2002    |
| 2003 | Suite        | — | — | — | — | — | FR84 (8 Wo.)FR | Erstveröffentlichung: 22. Juni 2003    |
| 2005 | Hedonist     | — | — | — | — | — | FR43 Silber · (56 Wo.)FR | Erstveröffentlichung: 2. Juli 2005     |
| 2008 | C’est la vie | — | — | CH59 (5 Wo.)CH | — | — | FR16 Gold · (44 Wo.)FR | Erstveröffentlichung: 7. Juni 2008     |
| 2011 | Smash        | DE84 (1 Wo.)DE | — | CH77 (1 Wo.)CH | — | — | FR18 (13 Wo.)FR | Erstveröffentlichung: 13. Juni 2011    |
| 2023 | Back to Life | — | — | — | — | — | — | Erstveröffentlichung: 20. Oktober 2023 |